# Weinmannia trianaea
Weinmannia trianaea är en tvåhjärtbladig växtart som beskrevs av Hugh Algernon Weddell. Weinmannia trianaea ingår i släktet Weinmannia och familjen Cunoniaceae. Inga underarter finns listade i Catalogue of Life.